# ویولت اولنی
ویولت اولنی (انگلیسی: Violet Olney; ۲۲ مهٔ ۱۹۱۱ – ۳ ژانویهٔ ۱۹۹۹) ورزشکار دو و میدانی اهل بریتانیا بود.